# أولد ميل كريك (إلينوي)
أولد ميل كريك (بالإنجليزية: Old Mill Creek)‏ هي منطقة سكنية تقع في الولايات المتحدة في إلينوي. يقدر عدد سكانها بـ 178 نسمة .

## الموقع الجغرافي
الموقع الجغرافي للمناطق المحيطة بهذه النقطة هو كالتالي: